# Varga Géza Ferenc
Varga Géza Ferenc (Dombóvár, 1950. november 17. – Szolnok, 2002. március 9.) magyar szobrász

## Élete
1976 óta állította ki műveit. 1984-1988 között a nagyatádi Nemzetközi Faszobrász Alkotótelep vezetője volt.
Leginkább madárszárnyakra, csontokra, halgerincekre emlékeztető plasztikákat, ágas-bogas fákat idéző szobrokat, liánokat készített. Kifejezésmódjára - melyre hatott az afrikai művészet, az aprólékos-gondos megmunkálás - az organikus szemlélet a jellemző. Jelentős műve az 1983-ban a nagyatádi Szobrász Szimpóziumon faragott Iguána című alkotása, a Csontváry Kosztka Tivadar és Samu Géza uraknak szeretettel című szobra.

## Kiállításai

### Egyéni kiállítások
- 1983 - Fiatal Művészek Klubja, Budapest; Vas u. Galéria, Budapest
- 1984 - Horváth E. Galéria, Balassagyarmat;  Vas utcai Galéria, Budapest
- 1985 - Stúdió Galéria, Budapest; Aktív Galéria, Drosendorf
- 1987 - Rippl-Rónai József Múzeum, Kaposvár
- 1989 - Művelődési Központ, Lenti
- 1990 - Hotel Solar, Nagyatád; Művelődési Központ, Dombóvár; Fáskör [Orosz Péterrel, Húber Andrással], Műcsarnok, Budapest, Győr
- 1991 - Fáskör, Budatétényi Galéria, Budapest
- 1993 - Kisgaléria, Pécs; Fáskör, Vigadó Galéria, Budapest; Fiatal Művészek Klubja, Budapest [Orosz Péterrel]
- 1994 - Eve Art Galéria, Budapest; Pécsi Kisgaléria, Pécs
- 1995 - Fáskör, Salamon Torony, Visegrád; Budapest Galéria Lajos u., Budapest [Sakari Matinlaurival]; Árpád vezér Gimnázium [Orosz Péterrel], Sárospatak; A Fáskör utolsó kiállítása, Rippl-Rónai József Múzeum, Kaposvár; VAM Design Galéria, Budapest
- 1996 - Táltos Klub, Budapest
- 1997 - Gödöllői Galéria [Orosz Péterrel, Farkas Lászlóval], Gödöllő
- 1998 - Művészeti Központ [Colin Fosterrel], Ohln.

### Válogatott csoportos kiállítások
- 1982-85 - Fiatal Képzőművészek Stúdiója-kiállítások
- 1985, 1991 - IX., XII. Országos Kisplasztikai Biennálé, Pécs
- 1988 - Tavaszi Tárlat, Műcsarnok, Budapest; Somogy Megyei Tárlat, Kaposvár; Nemzetközi Művészeti Találkozó, Moszkva
- 1989 - Nyári Tárlat, Békéscsaba; Téli Tárlat, Műcsarnok, Budapest
- 1989, 1991 - VII., VIII. Országos Éremművészeti Biennálé, Lábasház, Sopron
- 1990 - Universitas Autonoma de Barcelona; Narvik; Stockholm; Debreceni Nyári Tárlat, Debrecen
- 1995 - Helyzetkép/Magyar szobrászat, Műcsarnok, Budapest
- 1997 - Magyar Szalon, Műcsarnok, Budapest
- 2000 - Szobrok 2000, Szt. Kristóf Jazz Galéria, Budapest
- 2001 - Szobrászaton innen és túl, Műcsarnok, Budapest

## Köztéri művei
- Iguána (fa, 1983, Nagyatád, Szoborpark)
- Madár (fa, 1986, Taszár, Reptér)
- Szélfútta halgerinc (fa, 1988, Lenti)
- Élet (fa, 1989, Nagyatád, Szoborpark)
- Csontváry Kosztka Tivadar és Samu Géza uraknak szeretettel (fa, 1991, Nagyatád, Szent István park)
- Elágazó utak fája - Honfoglalási emlékmű (fa, bronz, kő, 1996, Nagyatád, Dózsa György út)
- Hadnagy Lajos-síremlék (fa, kő, 1997, Budapest, Kerepesi temető).